# Air Nostrum

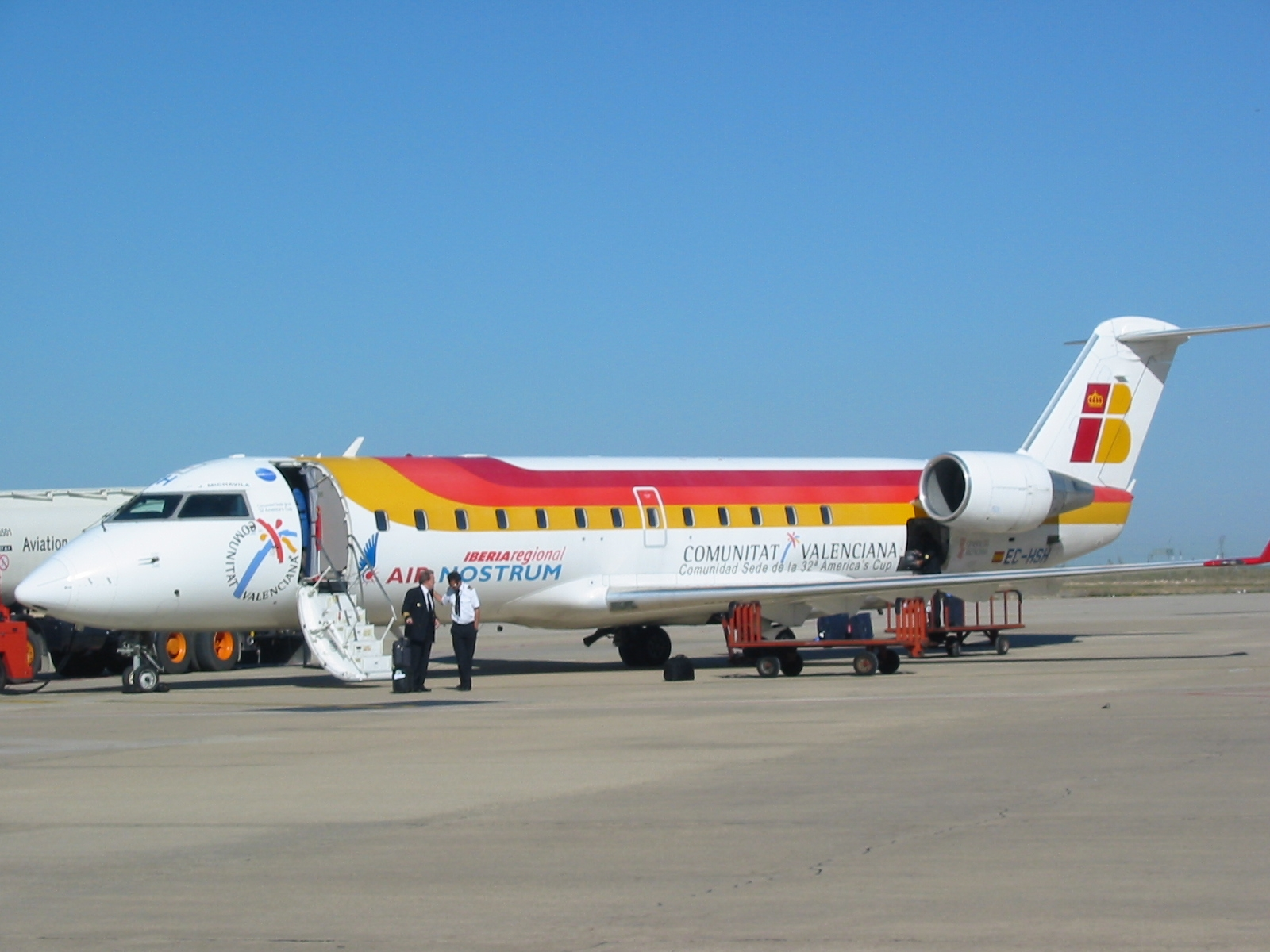

Air Nostrum znane również jako Iberia Regional – hiszpańskie regionalne linie lotnicze z siedzibą w Walencji. Są częścią hiszpańskich linii lotniczych Iberia. Głównymi hubami są Port lotniczy Madryt-Barajas i Barcelona.
Agencja ratingowa Skytrax przyznała liniom cztery gwiazdki.

## Flota
W czerwcu 2011 flota Air Nostrum składała się z następujących samolotów: